# Kamenar, Burgas
Kamenar (în bulgară Каменар) este un sat în comuna Pomorie, regiunea Burgas,  Bulgaria. 

## Demografie
Componența etnică a satului Kamenar
     Bulgari (85,1%)
     Nicio identificare (7,73%)
     Altele (7,16%)
La recensământul din 2011, populația satului Kamenar era de 349 locuitori. Din punct de vedere etnic, majoritatea locuitorilor (85,1%) erau bulgari. Pentru 7,73% din locuitori nu este cunoscută apartenența etnică.